# Aire coutumière Nengone
Die Aire coutumière Nengone ist eine Verwaltungseinheit einer besonderen Form (Aire coutumière) im französischen Überseedépartement Neukaledonien. Sie wurde am 19. März 1999 gegründet und umfasst eine Gemeinde auf der Insel Maré. In Nengone sind 30 Kanaken-Stämme registriert.

## Gemeinden
| Gemeinde                | Einwohner 1. Januar 2022 | Fläche km² | Dichte Einw./km² | Code INSEE | Postleitzahl |
| ----------------------- | ------------------------ | ---------- | ---------------- | ---------- | ------------ |
| Maré                    | 5.757                    | 657,14     | 9                | 98815      | 98828        |
| Aire coutumière Nengone | 5.757                    | 657,14     | 9                | –          | –            |